# پیز کانسیان
پیز کانسیان (به لاتین: Piz Cancian) یک کوه در سوئیس است که در کانتون گراوبوندن واقع شده‌است. پیز کانسیان ۳٬۱۰۳ متر بالاتر از سطح دریا واقع شده‌است.